# Савез хокеја на леду Литваније
Савез хокеја на леду Литваније (ЛЛРФ) (литв. Lietuvos ledo ritulio federacija, LLRF) кровна је спортска организација задужена за професионални и аматерски хокеј на леду на подручју Републике Литваније. 
Савез је пуноправни члан Међународне хокејашке федерације (ИИХФ) од 19. фебруара 1938. године.
Седиште Савеза налази се у главном граду земље Вилњусу.

## Историја
Хокеј на леду у Литванији почиње да се игра почетком 1920-их година у већим градовима, посебно у Каунасу и Клајпеди, а у Каунасу је 1922. основан и први хокејашки клуб у земљи ЛФЛС (Летувос физинјо лавинимоси сајунга). Правила стандардног (или канадског хокеја) у земљу је донео студент из Берлина Кестутис Булотој. Прва службена утакмица одиграна је 13. јануара 1924. између екипа ЛФЛС и Авијацијос. 
Национални савез задужен за хокеј на леду основан је 14. октобра 1932. и постојао је до 1940. године када је земља ушла у састав Совјетског Савеза, а све ингеренције у вези са хокејом на леду у земљи прешле су на федерални савез. Рад савеза обновљен је почетком 1991. када је Литванија обновила своју државност. Савез је чланом ИИХФ постао 19. фебруара 1938. и у форми пуноправног члана је био све до 1946. године. Обнављање чланства у ИИХФ уследило је 6. маја 1992. године (заједно са Естонијом и Летонијом).

## Такмичења
ЛЛРФ је задужен за спровођење националних такмичења и међународних турнира на својој територији. 
Први национални шампионат одржан је 1926. уз учешће 4 клуба из Каунаса: ЛФЛС, КС, Ковас и ЈК Макаби. Екипа ЛФЛС касније је постала једини представник града Каунаса у првенству тадашњег Совјетског Савеза (под именом Спартак и Жаљгирис). Национално првенство игра се поново од сезоне 1991/92, а број клубова у лиги варира од сезоне до сезоне. 
Национална сениорска репрезентација дебитовала је на међународној сцени 27. фебруара 1932. у Риги, у утакмици против селекције Летоније (у којој су поражени са 0:3). У периоду између два светска рата репрезентација је одиграла свега 10 утакмица, а 1938. наступила је и на светском првенству у Прагу где је заузела 11. место (од 14 екипа) што је уједно и њен најбољи пласман у историји. Последњи меч пре интеграције у СССР репрезентација је одиграла у Каунасу против Естоније 5. марта 1941. (и изгубила са 0:2). 
На међународној сцени такмиче се и јуниорске репрезентације до 18 и 20 година.

## Савез у бројкама
Према подацима ИИХФ из 2013. на подручју под ингеренцијом литванског савеза регистрована су 1.073 играча, односно 464 у сениорској и 609 у јуниорској конкуренцији. Према истим подацима не постоје регистроване акције намењене женском хокеју. Судијску лиценцу поседовала су 34 арбитра. 
Хокејашку инфраструктуру чини 8 затворених ледених дворана и 4 терена на отвореном.